# Рольф Єгер
Рольф Карл Ернст Єгер (нім. Rolf Karl Ernst Jäger; 1 листопада 1912, Грауденц — 6 січня 1984, Гаґен) — німецький військовий медик, майор медичної служби люфтваффе (24 серпня 1942). Кавалер Лицарського хреста Залізного хреста.

## Біографія
1 жовтня 1935 року поступив на службу у вермахт, 1 листопада перейшов у люфтваффе. 20 грудня 1938 року склав державний іспит і 1 січня 1939 року став військовим медиком люфтваффе. З 23 лютого 1940 року — взводний лікар штурмового дивізіону «Кох» 7-ї авіадивізії. Відзначився під час Французької кампанії. Згодом призначений батальйонним лікарем 1-го батальйону 1-го повітряно-наземного штурмового полку. Учасник Балканської кампанії і німецько-радянської війни. На початку 1942 року переведений у Словенію та Італії, з 18 лютого — головний лікар 21-го військового шпиталю для парашутистів у Тарвізіо. В кінці війни потрапив у британський полон, був керівником різних лікарень і медичних таборів для військовополонених. В травні 1946 року звільнений.

## Нагороди
- Медаль «За вислугу років у Вермахті» 4-го класу (4 роки) (1 травня 1939)
- Знак планериста НСФК
- Медаль «У пам'ять 1 жовтня 1938» (8 жовтня 1939)
- Залізний хрест
  - 2-го класу (12 травня 1940)
  - 1-го класу (13 травня 1940)
- Лицарський хрест Залізного хреста (15 травня 1940)
- Знак парашутиста Німеччини (9 листопада 1940)
- Медаль «За зимову кампанію на Сході 1941/42»
- Нагрудний знак люфтваффе «За наземний бій» (30 вересня 1942)
- Нарукавна стрічка «Крит» (7 грудня 1942)
- Срібна тарілка 1-го повітряно-наземного штурмового полку (20 травня 1943)
- Хрест Воєнних заслуг
  - 2-го класу з мечами (1 вересня 1944)
  - 1-го класу з мечами (30 січня 1945)